# I'm Going Slightly Mad
I'm Going Slightly Mad is een nummer van de Britse band Queen en geschreven door Freddie Mercury. Hoewel het nummer licht van toon is en veel humor bevat, zit er ook een donker thema in. Volgens velen is het nummer geïnspireerd door dementie als gevolg van aids waaraan Mercury leed en vertelt het nummer hoe hij zich voelde tijdens de ziekte.
De cover van de single is geïnspireerd door Grandville, net zoals bij de andere singles en het album zelf.

## Video
De videoclip is een van de bekendere van Queen, samen met die van Bohemian Rhapsody en I Want To Break Free. Ondanks de afnemende gezondheid van Mercury, is hij erg aanwezig in de video. De video is geregisseerd door Rudi Dolezal en Hannes Rossacher en laat de band zien in verkleedpartijen en vreemd gedrag. Zo is gitarist Brian May verkleed als pinguïn, drummer Roger Taylor draagt een fluitketel als hoed en bassist John Deacon is verkleed als hofnar. Mercury is zwaar geschminkt om de uiterlijke gevolgen van aids te verbergen. Ook zijn er scènes waar hij een tros bananen op zijn hoofd heeft (vanwege de regel "I think I'm a banana tree"). Ook loopt een man verkleed als gorilla rond in de clip. Er werd gedacht dat Elton John in dit pak zat, maar het bleek te gaan om een crewlid.
In interviews heeft May aangegeven dat deze videoclip, samen met die van These Are the Days of Our Lives, de laatste videoclip van Mercury is geweest.

## Hitnotering
| I'm going slightly mad in de Nederlandse Single Top 100 - binnen: 16 maart 1991 | I'm going slightly mad in de Nederlandse Single Top 100 - binnen: 16 maart 1991 | I'm going slightly mad in de Nederlandse Single Top 100 - binnen: 16 maart 1991 | I'm going slightly mad in de Nederlandse Single Top 100 - binnen: 16 maart 1991 | I'm going slightly mad in de Nederlandse Single Top 100 - binnen: 16 maart 1991 | I'm going slightly mad in de Nederlandse Single Top 100 - binnen: 16 maart 1991 | I'm going slightly mad in de Nederlandse Single Top 100 - binnen: 16 maart 1991 | I'm going slightly mad in de Nederlandse Single Top 100 - binnen: 16 maart 1991 | I'm going slightly mad in de Nederlandse Single Top 100 - binnen: 16 maart 1991 | I'm going slightly mad in de Nederlandse Single Top 100 - binnen: 16 maart 1991 | I'm going slightly mad in de Nederlandse Single Top 100 - binnen: 16 maart 1991 |
| Week                                                                            | 1                                                                               | 2                                                                               | 3                                                                               | 4                                                                               | 5                                                                               | 6                                                                               | 7                                                                               | 8                                                                               | 9                                                                               |                                                                                 |
| ------------------------------------------------------------------------------- | ------------------------------------------------------------------------------- | ------------------------------------------------------------------------------- | ------------------------------------------------------------------------------- | ------------------------------------------------------------------------------- | ------------------------------------------------------------------------------- | ------------------------------------------------------------------------------- | ------------------------------------------------------------------------------- | ------------------------------------------------------------------------------- | ------------------------------------------------------------------------------- | ------------------------------------------------------------------------------- |
| Nummer                                                                          | 70                                                                              | 50                                                                              | 30                                                                              | 22                                                                              | 20                                                                              | 24                                                                              | 45                                                                              | 65                                                                              | 91                                                                              | uit                                                                             |

### NPO Radio 2 Top 2000
| Nummer met noteringen in de NPO Radio 2 Top 2000 | '18  | '19  |
| ------------------------------------------------ | ---- | ---- |
| I'm Going Slightly Mad                           | 1642 | 1644 |

1. ↑  Een vetgedrukt getal geeft de hoogste notering aan.
2. ↑  2018 was het eerste jaar met een notering voor dit nummer.
3. ↑  Deze tabel is bijgewerkt tot en met de laatste editie (2024).